# Замок Радзивіллів. Несвіж (монета)

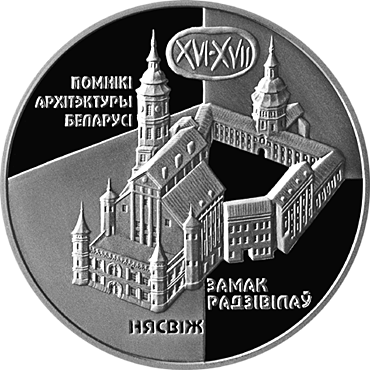
монета «Замок Радзивіллів. Несвіж», 20 рублів, реверс

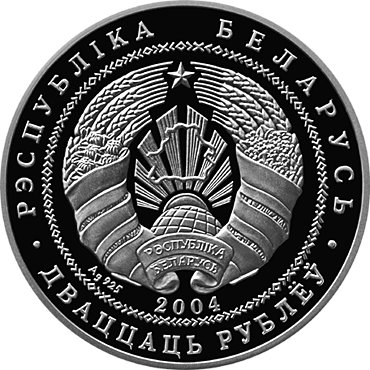
монета «Замок Радзивіллів. Несвіж», 20 рублів, аверс

Пам'ятна монета «Замок Радзивіллів. Несвіж» — білоруські ювілейні монети Національного банку Білорусі введені в обіг 16 листопада 2004 року. Монети викарбувано зі срібла — номіналом 20 рублів і мідно-нікелева — 1 рубль. 
Монета входить в серію «Пам'ятки архітектури Білорусі». У цій самій серії вибито ще одну монету, присвячену Несвіжу — Фарний костел.

## Номінали

### Срібна
- проба срібла: 925
- номінал: 20 рублів
- вага монети: 33.63 г
- вага чистого срібла: 31.1 г
- діаметр: 38.61 мм
- якість - «пруф»
- тираж: 2000 екземплярів
- вартість продажу у НББ — 61 400 руб. без футляра

### Мідно-нікелева
- номінал: 1 рубль
- вага монети: 13.16 г
- діаметр: 32 мм
- якість - «пруф-лайк»
- тираж: 2000 екземплярів
- вартість продажу у НББ — 6 510 руб. без футляра

## Опис
Монета має вигляд кола, рант монети має рифлення.
- Аверс: у колі, з геометричним орнаментом, — зображення державного герба Білорусі, унизу розміщено рік карбування, для срібла — чиста вага і проба дорогоцінного металу; по колу написи: вгорі — «РЭСПУБЛІКА БЕЛАРУСЬ», вниз — «ДВАЦЦАЦЬ РУБЛЁЎ» на срібній і «АД3ІН РУБЕЛЬ» — на мідно-нікелевій.
- Реверс: у центрі — зображення Замку Радзивіллів; вгорі — напис у три рядки: «ПОМНІКІ АРХІТЭКТУРЫ БЕЛАРУСІ» і у вигляді стародавньої друку поміщена дата: XVI–XVII; унизу написи: «НЯСВІЖ», «ЗАМАК РАДЗІВІЛАЎ».